# Az egészség enciklopédiája
Az egészség enciklopédiája, alcímén Tanácsadó egészséges és beteg emberek számára egy, a Horthy-korszakban megjelent, nagy terjedelmű magyar egészségügyi ismeretterjesztő kiadvány.

## Jellemzői
Az 1926-ban Budapesten az Enciklopédia Rt. kiadásában megjelent, mintegy 450 oldalas, nagy alakú kötet tulajdonképpen egy orvosi enciklopédia, amely népszerű-ismeretterjesztő módon tekinti át az egészségüggyel kapcsolatos főbb témaköröket, így többek között a gyermek- és betegápolást, az idegrendszeri betegségeket, a táplálkozást, az elsősegélynyújtást, és a női egészségügyi problémákat.
A mű aranyozott gerincdísszel ellátott félbőr kötéses borítóval és gazdag szövegképes és egész oldalas illusztrációs anyaggal jelent meg.
A mű reprint kiadással máig nem rendelkezik, azonban ingyenes elektronikus úton  elérhető. Bár antikváriusi forgalomban viszonylag gyakran előfordul, olykor árverésre is bocsátják.
A mű Orvosi tanácsadó – Egészséges és beteg emberek számára címmel is megjelent.

## Szerzői
A mű megírásában közel 20 korabeli egészségügyi szakember vett részt Madzsar József egyetemi magántanár főszerkesztő mellett, így:
- Dr. Fülöp Zsigmond tanár
- Dr. Völgyesi Ferenc főorvos, a „Lélek és természettudomány” című mű szerzője
- Dr. Bucsányi Gyula orvos, a „Természetes élet- és gyógymód” című mű szerzője
- Dr. Bród Miksa orvos, a „Szépségápolás” című szerzője
- Dr. Décsi Imre idegorvos, „Az egészséges élet tudománya” című szerzője
- Dr. Géber János egyetemi nyilvános rendkívüli tanár
- Dr. Jakab László a Liget- és Parkszanatóriumok igazgató-főorvosa
- Dr. Preisich Kornél gyermekorvos, egyetemi magántanár
- Dr. Józsa Jenő v. kórházi főorvos
- Madzsar Józsefné női testnevelő-intézet igazgatója
- Dr. Melha Armand a budapesti Zander- és fizikai gyógyintézet főorvosa
- Dr. Okolicsányi Kuthy Dezső egyetemi magántanár, közkórházi főorvos
- Rónay Viktor író
- Dr. Rotter Henrik kórházi főorvos
- Dr. Simai Béláné tornatanárnő
- Dr. Vidéky Richárd kórházi főorvos

## Főbb fejezetei
- Az egészséges emberi test szerkezete és működése
- Hogyan hosszabbítsuk meg életünket
- Az egészséges és beteg gyermek
- Betegápolás
- Szépségápolás
- A táplálkozás
- Hogyan kell a beteg embert táplálni
- A betegségek megelőzése és gyógyítása
- Az idegrendszer betegségei
- Elsősegély baleseteknél
- A nő egészségtana

## Idézet
A szerzők törekedtek arra, hogy az egyes részeket az átlagolvasó számára is közérthető stílusban fogalmazzák meg – ugyanakkor a tudományos szempontok se szenvedjék a legcsekélyebb pontatlanságot. Olykor külön össze is foglalták egy-rész tartalmát néhány pontban. Példa az alkoholos italokról:

„Legveszedelmesebb azonban az élvezeti szerek között a szeszes italok csoportja. A szeszes italokat az emberek általában nem azért fogyasztják, mert kellemes ízűek, hanem azért, mert a szesz kellemes érzést, eufóriát okoz, a szesz gondűző hatása csábítja a legtöbb embert a fogyasztásukra. Emellett a szeszes italoknak a fáradtság eltompitásában van jelentékeny szerepük; régebben azt hitték, hogy a szesz szellemi, de különösen a testi munkához erőt ad, energiaforrásul szolgálhat, ma már tudjuk, hogy ilyen szerepe egyáltalában nincs, éppen csak narkotikus hatása van, eltompítja a fáradtság kellemetlen érzését. Ugyanígy eltompítja a hideg érzését is, ezért hitték azt, hogy a szeszes ital melegít. Ez a melegítő hatás is csak látszólagos, ismét csak a bódító hatáson alapul. Éppen ellenkezőleg, nagy hidegben könnyebben fagynak meg azok, akik szeszes italokat fogyasztanak. A szeszes italok kára azonban nemcsak abból származik, hogy fölöslegesek és igy a reájuk kiadott összeg kidobott pénz, hanem állandó fogyasztásuk a szervezetben súlyos és gyakran jóvá nem tehető elváltozásokat is okoz. Az egyes szeszes italok között az ártalmasság tekintetében nincs különbség, a pálinkában aránylag több ugyan az alkohol, mint a borban, vagy a sörben, ez utóbbiakból viszont jóval nagyobb mennyiséget szoktak fogyasztani. A sörivóknál azonkívül még hozzájárul az a kár is, amit a nagy folyadékmennyiség okoz. A szív állandó túlerőltetése szívtáguláshoz és szívszélhűdéshez vezet (sörszív). A szeszes italok káros volta állandó használatukban rejlik. Néhanapján egy-egy becsípés vagy lerészegedés sem olyan káros, mint a mindennapos mértékletes szeszfogyasztás. Ez utóbbi vezet elsősorban emésztési zavarokra, gyomorhurutra, azután a máj és vese megbetegedéseire; nagy szerepet játszik a véredényelmeszesedés keletkezésében is. Iszákosoknál azután a máj- és vesebetegségek különböző kisérő tünetei, vízkór stb. lépnek fel, majd tünetek az agyvelő részéről, elmezavar, delirium tremens. A mértékletes szeszfogyasztók közül természetesen nem lesz mindenki iszákossá, az iszákosság létrejötténél kétségtelenül a hajlam is szerepet játszik. De a szeszfogyasztás káros tünetei jelentkeznek már olyanoknál is, akik mindennap elfogyasztják a maguk mérsékelt adagját, még ha soha életükben még csak becsípve sem voltak. A szeszes italok fogyasztása már azért is károsabb, mint a teáé vagy a kávéé, mert az okozott elváltozások nem fejlődnek vissza a szeszes italok elhagyásával, a tönkretett májsejtek nem képződnek újra, de már a kezdeti stádiumban fellépő krónikus gyomorhurut is nehezen gyógyítható. Éppen ezért a szeszes italokkal szemben való viselkedés szabályait a következőkben foglalhatjuk össze: 
- 1. Mindenféle szeszes ital kártékony, éspedig káros hatású az állandó fogyasztás még mérsékelt adagokban is. 
- 2. Gyermekeknél a szeszes italok sokszorta ártalmasabbak, mint a felnőtteknek, gyermekeknek tehát semmi körülmények között sem szabad szeszes italt adni. 
- 3. Azoknak, akik ideges, vagy iszákosságra hajlamos családból származnak, könnyebb magukat a szeszes italoktól teljesen megtartóztatni, mint mértékletesen fogyasztani. 
- 4. A szeszes italok nem táplálékok (még a sör sem), nem adnak erőt és nem melegítenek. Legjobb esetben is fölöslegesek.”